# میچل انریکس
میچل انریکس (انگلیسی: Michel Enríquez؛ زادهٔ ۱۱ فوریهٔ ۱۹۷۹) بازیکن بیسبال اهل کوبا بود.